# Paoua
Paoua är en ort i Centralafrikanska republiken.   Den ligger i prefekturen Préfecture de l'Ouham-Pendé, i den västra delen av landet, 400 km nordväst om huvudstaden Bangui. Paoua ligger 601 meter över havet och antalet invånare är 18 441.
Terrängen runt Paoua är platt. Det finns inga andra samhällen i närheten.
Omgivningarna runt Paoua är huvudsakligen savann. Runt Paoua är det glesbefolkat, med 18 invånare per kvadratkilometer.